# 리바이스
리바이 스트라우스 & 코퍼레이션(Levi Strauss & Co.)은 1853년 리바이 스트라우스가 창립한 청바지로 유명한 의류 제조 회사다. 줄여서 리바이스(Levi's)라고도 한다. 워크웨어의 전통을 갖고있는 의류회사이다.

## 역사
1873년 5월 20일 청바지 주머니 모서리에 구리 리벳을 덧대는 것으로 특허를 획득했다. 이는 재단사였던 제이콥 데이비스가 리바이 스트라우스에게 제안한 아이디어였다. 1890년엔 드디어 현재 리바이스에서 사용되는 분류번호 (501)이라는 분류번호를 사용한다. 이후 많은 시간이 지나고 나서 1964년엔 리바이스 진이 워싱턴 박물관에 진열되는 등 현재까지 꾸준한 성장을 하고 있으며, 전 세계적으로 가장 유명한 청바지 회사가 되었다.
대한민국에는 국제그룹 계열의 조광무역에서 1983년에 처음 들여왔고, 조광무역은 1985년 8월 서우산업에 인수되어 1986년 초 한주통산으로 상호변경했음에도 라이선스 생산하였다가 1993년에 리바이스코리아로 직영으로 전환하였다.

## 501
| |
| 리바이스의 청바지 501은 초창기 워크웨어로 유명하다. 특히 갈색과 청색의 배색을 안배하는 질기고 두꺼운 데님(청색)과 갈색의 가죽패치및 실(stitchwork) 그리고 징은 기능성뿐만 아니라 시각디자인면에서도 선구적이다. |